# Krouna
Krouna (německy Krauna) je obec v Pardubickém kraji, v jihovýchodní části okresu Chrudim, ve správním obvodu obce s rozšířenou působností (a pověřeného obecního úřadu) Hlinska, od něhož leží asi deset kilometrů východně. Původně vznikala jako údolní řadová ves, v mírně svažitém terénu, rozprostírajícím se severojižním směrem podél vodního toku Krounky, nyní i souběžně se silnicí II/354 z Krouny do Svratky. Východně od vesnice vede železniční trať Svitavy – Žďárec u Skutče. Rozloha správního území obce je 3 437 ha (z toho orná půda zaujímá 32,44 % plochy a lesy 39,32 % plochy). K obci náleží pět místních části – Čachnov, Františky, Oldřiš, Ruda a Rychnov. Celkem v ní žije přibližně 1 400 obyvatel.
Krouna patřila historicky poddanským právem pod rychmburské panství (do roku 1849) jako ves s rychtou. Od roku 1850 je samostatnou obcí. Obecní úřad sídlí v domě čp. 218.

## Název
Vesnice je pojmenována podle potoka. Z německé podoby jména Grunaw (doložené roku 1349) a z názvů okolních míst, jako např. Rychnow-Rychnov (ze středněhornoněmeckého sousloví poukazujícího na bohatství půdy), Senowa-Čachnov, lze usuzovat, že zde existovala enkláva německy mluvicích osadníků-kolonizátorů, na rozdíl od jiných okolních míst s českým názvem, jako např. Vdrzissie-Oldřiš, Kladne-Kladno, Dyedowa-Dědová, Camenicze-Kameničky, Rybne Czeske-Česká Rybná. Z podoby místních jmen v listině z roku 1392 (Krúna, Odradow) můžeme mj. usuzovat na to, že buď již převážil český živel, nebo že se podoba místních jmen vrátila před období příchodu německy mluvících osadníků-kolonizátorů (v tomto případě by to znamenalo, že němečtí osadníci již přicházeli do obydlené krajiny; o této skutečnosti by mohla svědčit i existence kostela (či jeho menšího architektonického předchůdce) jak v Krouně, tak v Otradově již před rokem 1349).

## Historie
Nejstarší dějiny osídlení oblasti lze částečně dokumentovat z archeologických nálezů. Ty dosvědčují, že Krouna byla osídlena již ve 13. století. V letech 2003 až 2005 nalezl Petr Sedlák z Krouny systematickým terénním průzkumem a povrchovým sběrem velké množství úlomků (659 keramických střepů) svědčících o osídlení, hospodářském životě a domácí činnosti. Nálezy byly prováděny zvl. v okolí kopce Humperák (lokality Za Humny, K Humperkám) a v oblasti mezi katolickým hřbitovem a fotbalovým hřištěm. Nálezy pocházely z období od 13. století do novověku, 88 % střepů nebylo zdobených, 12 % střepů bylo zdobených. Archeologické nálezy z obce Krouna jsou uloženy v Muzeu východních Čech v Hradci Králové.
První písemná zmínka o obci pochází z roku 1349, z období vlády krále Karla IV. Latinsky psaná listina pražského arcibiskupa Arnošta z Pardubic papeži Klementu VI. z 3. prosince 1349 týkajícího se litomyšlského biskupství, resp. litomyšlské diecéze (založeno v dubnu 1344) obsahuje seznam obcí, které jsou k biskupství přiřazeny jako osady farské (kostelní). Je zde uvedeno Grunaw inferior a Grunaw superior („inferior“ znamená v latině dolní, spodní, „superior“ znamená v latině horní, vrchní). Grunaw inferior je dnešní Otradov, Grunaw superior je dnešní Krouna (její horní i dolní část). Úplné znění listiny s první zmínkou o obci (která patřila k mýtskému církevnímu děkanátu) je obsaženo v edici Codex diplomaticus et epistolaris Moraviae uložené v Moravském zemském archivu v Brně. Stejný obsah má i listina ze 4. listopadu 1350, ve které je název vsi zapsán jako Grenna.
Další písemný doklad pochází z roku 1392, kdy Smil Flaška z Pardubic prodal rychmburské panství Otovi Berkovi a Bočkovi z Kunštátu a Poděbrad. V postupní listině z 8. června 1392 jsou vyjmenovány všechny osady panství, mezi nimi i Krouna (zde uvedena jako Kruna), která poddanským právem patřila pod rychmburské panství jako ves s rychtou. V dokumentu je uvedena i ves Otradov (zde jako Odradow; v listině z roku 1349 ještě latinsky jako Grunaw inferior). Tento dokument zakládá informaci, že Krouna nejdéle od roku 1392 patřila pod rychmburské panství; tato příslušnost trvala až do roku 1850.
Po změně řady vlastníků byl Rychmburk od poloviny 16. století do roku 1706 ve vlastnictví Berků z Dubé, potom rodu Kinských. Roku 1823 prodává Filip Kinský panství Thurn-Taxisům. Štěpán Vilém Kinský byl roku 1731 objednatelem první mapy území. Vznikla tak i unikátní dochovaná mapa Krouny z let 1731–1732, jejímž autorem je Ing. František Xaver Preitsch, v letech 1737–1765 zemský měřič. V 18. století vzniká mapa pozemků krounského vrchnostenského dvora Ing. Emanuela Kleinwächtera z roku 1800.
Na mapě z roku 1731 je v severní části obce, na předělu katastrů Krouny a Otradova, zakreslen objekt s názvem „Nový vrchnostenský dvůr“ (Neue Mayerhoff, jinde psáno Maierhoff nebo v pozdějších mapách jen zkratkou MH), nepřesně někdy označován jako „panský dvůr“; dodnes se tato část dolní Krouny nazývá Dvůr. Obecně se jedná o hospodářsko-sídelní jednotku v podobě usedlosti většího rozsahu tvořené komplexem stavebních objektů sloužících na jedné straně k obývání a na druhé k zemědělskému hospodaření.
Ottův slovník naučný charakterizuje Krounu jako městys. Stejný zdroj charakterizuje městys jako "obec stojící uprostřed mezi vsí a městem a mající právo odbývati výroční trhy".

## Přírodní poměry
Geomorfologicky patří Krouna do Českomoravské soustavy, podsoustavy Českomoravská vrchovina. Její severní a západní partie náleží do celku Železné hory, podcelku Sečská vrchovina a jeho okrsků Kameničská vrchovina a Skutečská pahorkatina. Kameničská vrchovina se u Krouny rozkládá ze směru od obce Kameničky zhruba v linii od sedla mezi vrchy Otava a U oběšeného (nad Svratouchem poblíž pramene Krounky), severně údolím Krounky (nebo silnicí II/354) k okraji lesa nad horní Krounou (zhruba k nivelačnímu bodu 596,79 m n. m. na okraji lesní lokality), dále k Čachnovu (lokalita Kovářka), Pusté Kamenici (od silnice I/34 svahem vrchu U javoru 659 m n. m., železniční zastávka nad rybníkem Kamenice, lokalita Radčany, bezejmenný vrchol 639,0 m n. m. nad lokalitou Pekelec), Rychnovu (Rychnovský potok u mostu silnice I/34), Krouně (Pilský či Panský rybník, U Zrůstů), Pokřikovu (žel. zastávka). Skutečská pahorkatina se u Krouny rozkládá ze směru od Skutče zhruba v linii mezi Pokřikovem (žel. zastávka) a Otradovem (Rychnovský potok nad soutokem s Kamenickou vodou) s nejvyšší kótou a triangulačním bodem v lokalitě Na Hrobkách u Hesin, 539 m n. m., resp. lokalitou Potočina s bezejmenným pahorkem tamtéž, 540 m n. m. Jižní a východní partie Krouny náleží do celku Hornosvratecká vrchovina, jeho severozápadního podcelku Žďárské vrchy a jeho okrajového okrsku Borovský les zasahujícího krounský katastr v hraniční linii s Kameničskou vrchovinou od Svratoucha k jižnímu okraji Krouny, Olšinám, Pleskotce, Čachnovu (lokalita Režnízka), Pusté Kamenici (žel. zastávka) a Rychnovu (Rychnovský potok); Borovský les dále zasahuje poblíž Krouny v hraniční linii se Skutečskou pahorkatinou u Otradova, lokalita Na zadech, a dále na Proseč.
V geologickém podloží oblasti se nachází především rula, ortorula, svor a migmatit; v oblasti kolem Rudy (Čachnov) pak také amfibolit, skarn, mramor a kvarcit.
Česká geologická služba dokumentuje významné geologické lokality. U Krouny zdokumentovala tzv. skalní výchozy, které jsou typické pro rulu svrateckého krystalinika.
Na Rudě u Čachnova se nachází zavezený lom a pozůstatky šachty po dobývání železné rudy. Další pozůstatky těžby železné rudy (ze 17. století) se nacházejí v křemičité hornině skarn na jižním okraji k. ú. Krouny poblíž Tučkovy hájenky (dvě šachty a haldy v bukovém lese), nověji zde byla těžba obnovena ve 40. letech 20. století; v 50. letech bylo místo předmětem uranového průzkumu.
Nejbližšími těžebními lokalitami stavebního kamene u Krouny jsou Zderaz (žula) a Proseč (amfibolit, těžba zastavena).
Krounou prochází severní hranice chráněné krajinné oblasti Žďárské vrchy (silnicí I/34 od Hlinska k Poličce).
Jihovýchodně od města leží přírodní památka Bučina – Spálený kopec.
Památný strom: Javor klen u hájenky na Humperkách. Stáří přes 300 let, výška 31 m, šířka koruny 25 m, obvod 516 cm. Jedná se o mohutný strom s centrální dutinou. Nachází se na dvorku asi 15 m od domu (samoty). Jedná se o významný strom v Chráněné krajinné oblasti Žďárské vrchy. Památným stromem byl vyhlášen 1. 6. 2009. V roce 2009 byl proveden ochranný řez, ošetření a zastřešení dutiny. Říká se o něm, že na tomto odlehlém místě se kdysi, před vyhlášením Tolerančního patentu, scházeli Čeští bratři.

### Výškopis
Nejvyšší místo k. ú. Krouny se nachází v nadmořské výšce 720 metrů (při silnici ze Svratoucha na Čachnov po pravé straně v lese pod kopcem Otava), nejnižší místo se nachází v nadmořské výšce 499 metrů (necelé dva kilometry severně od Oldřiše, kde potok Žejbro opouští v polích k. ú. Krouny). Průměrná nadmořská výška celého k. ú. Krouny je tedy 609,5 metrů. Na jižním okraji Krouny při silnici na Svratouch se nachází zástavba v nejvyšší nadmořské výšce obydlené části obce (čp. 36, 592 metrů). Na severním okraji obce, kde Krounka opouští Krounu a protéká pod železnicí, se nachází zástavba s nejnižší nadmořskou výškou obydlené části obce (513 metrů). Průměrná nadmořská výška obydlené části Krouny je tedy 552,5 metrů.

### Vodstvo
Nedaleko jižní hranice k. ú. Krouny, na spojnici vrchů Otava a U oběšeného nad Svratouchem, probíhá hlavní evropské rozvodí Labe–Dunaj.
Katastrální území Krouny náleží do povodí Novohradky, Chrudimky, Labe a do úmoří Severního moře a Atlantského oceánu. Nejvýznamnějšími vodními toky jsou Krounka a její přítok Kamenická voda (do které se vlévají dva toky: v Koutech u Krouny Čachnovský potok a za Panským rybníkem v Krouně Rychnovský potok). Krounka pramení severně od obce Svratouch na severním úbočí vrchu Otava u Tučkovy hájenky v nadmořské výšce 716 metrů (nejvýše položený pramen). Podloží Krounky tvoří převážně pískovec a opuka. Pod Otradovem vytváří skalnaté údolí Kablaně v krystalických horninách poličského krystalinika. Pod silničním mostem pod Kutřínem přitéká na území přírodního parku Krounka. Zhruba po 24 km toku se vlévá v nadmořské výšce 305 metrů před Luží do Novohradky (která pramení poblíž Pasek u Proseče) jako její levostranný přítok. Krounka a Žejbro (pramenící na svahu Dědovského kopce u Kladna, protékající Oldřiší a tvořící levostranný přítok Novohradky) odvádějí vodu do Chrudimky a následně do Labe.
V katastrálním území Krouny se nachází filipovský pramen Chrudimky. Oba prameny významných toků oblasti (Chrudimky a Krounky) se nacházejí nedaleko kopce U oběšeného, nejvyššího vrcholu Železných hor.
V Krouně a jejím okolí bývalo dříve více rybníků (panských, tj. šlechtických, i soukromých). Největší byl Panský (též jako Pilský z důvodu blízkosti sousední pily nebo též U Zrůstů), po protržení hráze v r. 1829 zanikl, dnes opět obnoven (někdy nazýván jako „Krouna velká“). Kolem tohoto rybníka vedla i historická cesta z Krouny do Rychnova. Tato polní cesta K Vápenkám byla rekonstruována a rozšířena výstavbou v období mezi říjnem 2014 a květnem 2015; celková délka činí 1545 m, bylo na ní vysázeno 55 ovocných stromů.
Z dalších rybníků dříve existovaly např. V Šejvli, Cypriák, Basylák, menší soukromé rybníčky, jako např. Lvův, Šmokův či Podzimkův. Dodnes existuje rybník ve Dvoře, který vznikl z potřeby získávání jílu pro stavbu hospodářských objektů místního panského rychmburského dvora. V r. 2005 byla dokončena stavba rybníka v blízkosti obce směrem na Oldřiš (je nazýván jako „Krouna malá“).
Na mostě přes Krounku při silnici II/354 (horní Krouna směrem na Svratku) je umístěn hladinoměr, který měří aktuální výšku hladiny Krounky. Zprávy o aktuálním stavu jsou automaticky posílány předsedovi a místopředsedovi povodňové komise obce Krouna a veliteli místního sboru dobrovolných hasičů.
V sousedním Otradově existuje na Krounce hlásný profil (místo na vodním toku sloužící ke sledování průběhu povodně) kategorie B (profil nezbytný pro řízení opatření k ochraně před povodněmi na krajské úrovni, zřizovaný krajským úřadem a provozovaný obcí).

## Podnebí
Podle Quittovy stupnice spadá území obce do tří klimatických oblastí, a sice dvou mírně teplých (MT2, MT3) a jedné chladné (CH7), přičemž většina náleží do chladné oblasti CH7. Ta se vyznačuje krátkým mírným létem, dlouhým a chladným přechodným obdobím jara a podzimu a chladnou zimou s poměrně dlouhou dobou trvání sněhové pokrývky. Průměrná roční teplota se pohybuje okolo 6–7 °C, roční úhrn srážek dosahuje průměrně 700–800 mm.
Aktuální počasí v Krouně lze zjistit z údajů meteorologické stanice Základní školy v Krouně včetně historických údajů od r. 2013.

## Obecní správa

### Části obce
- Čachnov
- Františky
- Krouna
- Oldřiš
- Ruda
- Rychnov

Do roku 1995 byl součástí i Otradov.
Historické kraje (sídla), ke kterým Krouna patřila:
- Pardubice (1850–1855)
- Chrudim (1855–1868)
- Pardubice (1949–1960)
- Hradec Králové (1960–1999, Východočeský kraj)
- Pardubice (od r. 2000)

Historická okresní hejtmanství jako předchůdce politických okresů (sídla), ke kterým Krouna patřila
- Chrudim (1850–1855)
- Vysoké Mýto (1918–1968)

Historické okresy (sídla), ke kterým Krouna patřila:
- soudní okres (1850–1855, 1868–1949): Skuteč
- smíšený okres (1855–1868): Skuteč
- politický okres (1918–1949): Vysoké Mýto
- malý okres (1949–1960): Hlinsko
- velký okres (1960–2002): Chrudim

Subjekt obce Krouna vznikl na základě zákona č. 367/1990 Sb., o obcích (obecní zřízení), jako orgán územní samosprávy. Obec vykonává samostatnou působnost na základě zákona č. 128/2000., o obcích (obecní zřízení), v platném znění a je územním samosprávným celkem s právní subjektivitou. Obec Krouna je spravována pětičlennou radou obce a patnáctičlenným zastupitelstvem obce.

### Zastupitelstvo a starosta
Obecní zastupitelstvo má patnáct členů. Funkci starosty do roku 2014 vykonával Pavel Ondra. Od roku 2014 do srpna 2024 vykonával funkci starosty Petr Schmied. Od září 2024 je starostou Leoš Chlupáč.

### Obecní symboly
- Vlajka. List tvoří tři svislé pruhy, bílý, modrý a bílý, v poměru 1 : 2 : 1. V modrém pruhu žlutá královská koruna. Poměr šířky k délce listu je 2:3.
- Znak. V modrém štítě nad sníženou stříbrnou krokví zlatá královská koruna.

Symbol obce zapsaný v Registru komunálních symbolů tvoří královská koruna.

### Členství ve sdruženích
Obec je členem Místní akční skupiny Hlinecko a Sdružení obcí mikroregionu Hlinecko.

## Obyvatelstvo
| Rok            | 1869  | 1880  | 1890  | 1900  | 1910  | 1921  | 1930  | 1950  | 1961  | 1970  | 1980 | 1991 | 2001 | 2011 | 2021 |
| -------------- | ----- | ----- | ----- | ----- | ----- | ----- | ----- | ----- | ----- | ----- | ---- | ---- | ---- | ---- | ---- |
| Počet obyvatel | 1 465 | 1 567 | 1 513 | 1 558 | 1 551 | 1 492 | 1 515 | 1 131 | 1 201 | 1 114 | 974  | 923  | 923  | 923  | 953  |
| Počet domů     | 256   | 260   | 264   | 254   | 259   | 268   | 282   | 301   | 288   | 273   | 254  | 304  | 323  | 345  | 345  |

### Římskokatolická církev

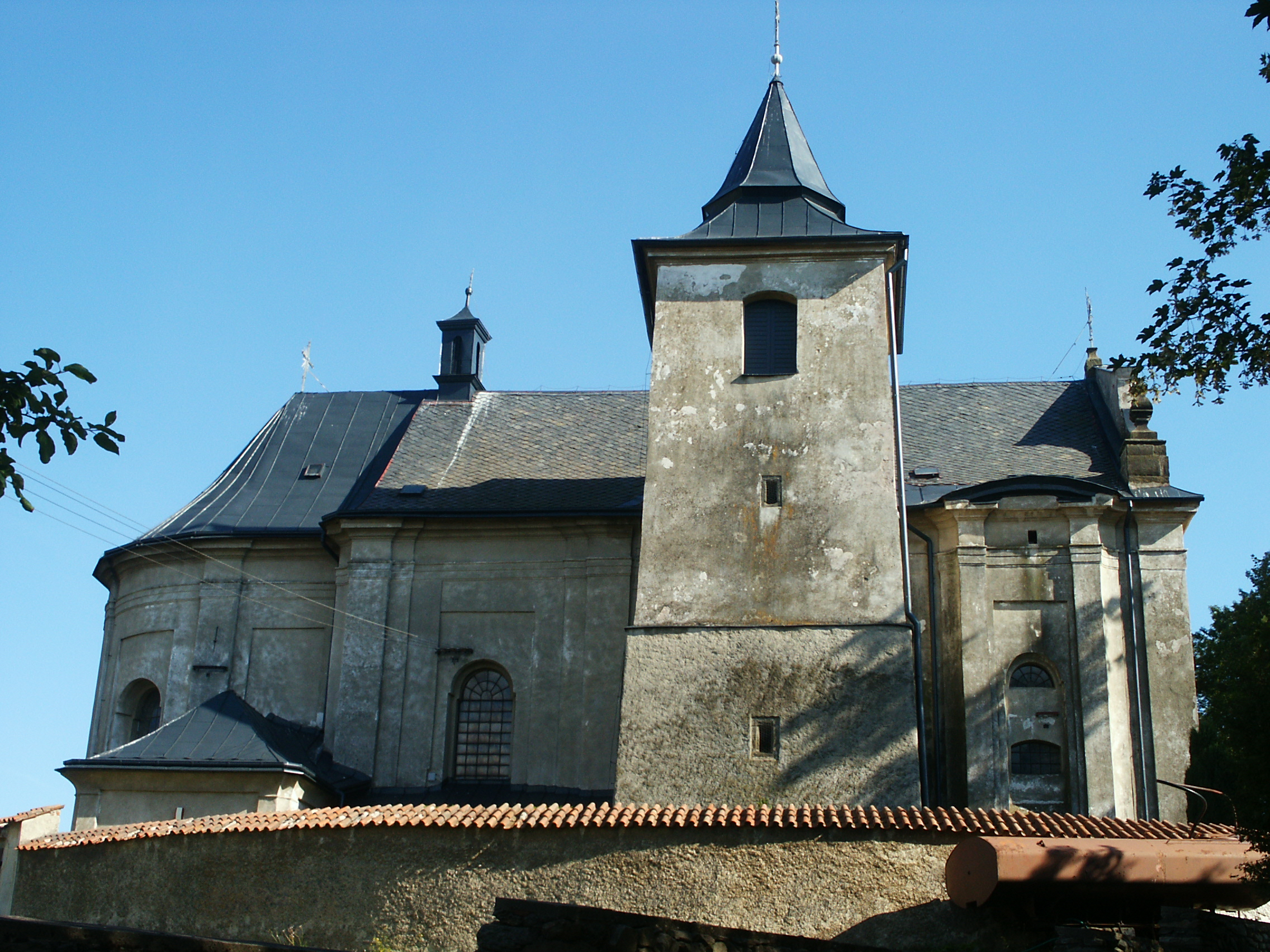
Kostel svatého Michaela

Podle listiny s prvním výskytem názvu obce Krouna z roku 1349 patřila obec pod mýtský děkanát, který byl součástí archidiakonátu hradeckého. Po vzniku biskupství v Litomyšli se jeho součástí stal i děkanát mýtský se svými farami.
V době husitských nepokojů v 15. století, kdy se rozpadla katolická církevní správa a roku 1421 de facto zaniká i litomyšlské biskupství, přivedl Jan Pardus z Horky a Vratkova, český husitský hejtman, na všechny fary rychmburského panství utrakvistické kněze, tj. kazatele umírněného husitství (nejspíše po roce 1454, kdy Rychmburk dostává od krále Ladislava Pohrobka). Nekatolickou zůstala fara v Krouně zhruba do roku 1620. V této době vlastnil Rychmburk Lev Burián Eusebius Berka z Dubé a Lipého, přívrženec Ferdinanda II., fary začaly být obsazovány katolickými kněžími. Z nedostatku kněží však po roce 1620 v Krouně zanikla samostatná fara, duchovní správu převzala fara ve Skutči (roku 1655 bylo ve Skutči zřízeno děkanství), později 1673 v Hlinsku a 1677 děkanství ve Skutči. Rozdělení Čech na děkanáty (jako vyšší církevně územní jednotky, které zahrnovaly několik farností) bylo kolem roku 1631 pražským arcibiskupem Arnoštem Vojtěchem z Harrachu změněno dělením na vikariáty jako vyššími církevně-územními jednotkami (které obvykle zahrnovaly několik původních děkanátů). Post skutečského děkana byl spojen i s postem skutečského vikáře (vikariát vznikl ve Skutči roku 1750). Za skutečského děkana Antonína Ignáce Matheidy byla po roce 1699 zahájena silnější rekatolizaci území děkanátu, byly organizovány misie, podporován rozvoj lidové zbožnosti a mariánský kult. K obnovení krounské katolické fary v roce 1737 významně přispěl Štěpán Vilém Kinský, vlastník Rychmburka a v té době také nejvyšší maršálek Království českého. Zřízení fary (v době, kdy skutečným děkanem byl František Jan Jeroným Bartoň, rozšiřovatel mariánského a svatojánského kultu) bylo potvrzeno nařízením knížete-arcibiskupa pražského Jana Mořice Gustava z Manderscheid-Blankenheimu z 8. května 1737; při této příležitosti nařídil vyjmout několika vsí z obvodu skutečského děkanátu a jejich připojení k nově vzniklé farnosti; jednalo se o obec Krounu s farním kostelem, Oldřiš, Humperky, Čachnov, Rudu, Rychnov, Františky, Českou Rybnou a dále i o Otradov a Pustou Kamenici se svými filiálními kostely. Rychmburk a Krouna se stávají významnými správními centry oblasti. Farářem v Krouně se stává Jan Nepomuk Felix Chuchelský z Nestajova. Roku 1784 se tento obvod (a také děkanství skutečské) stal součástí královéhradecké diecéze. Roku 1921 byla Česká Rybná přifařena k Proseči.

### Českobratrská církev evangelická

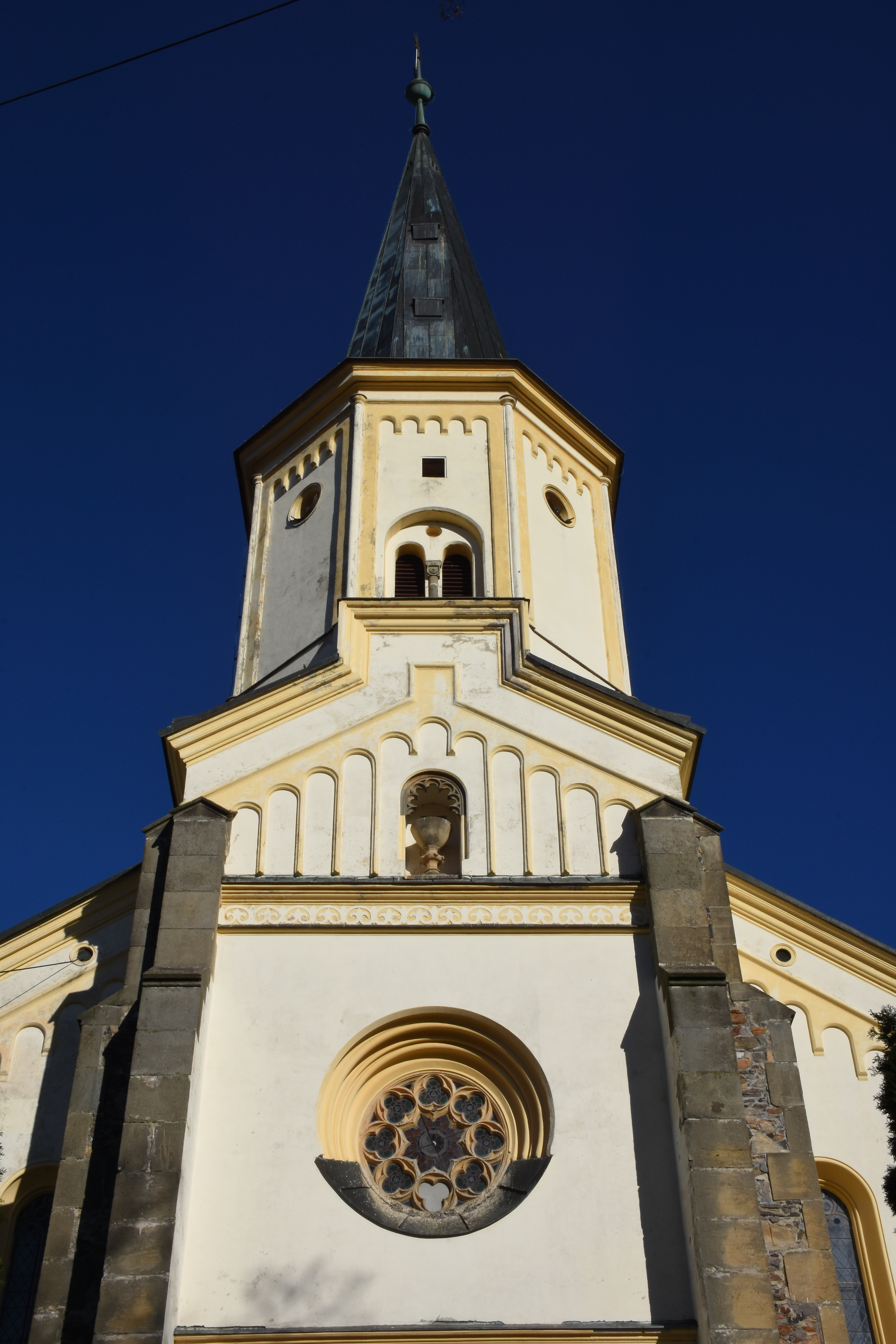
Evangelický kostel

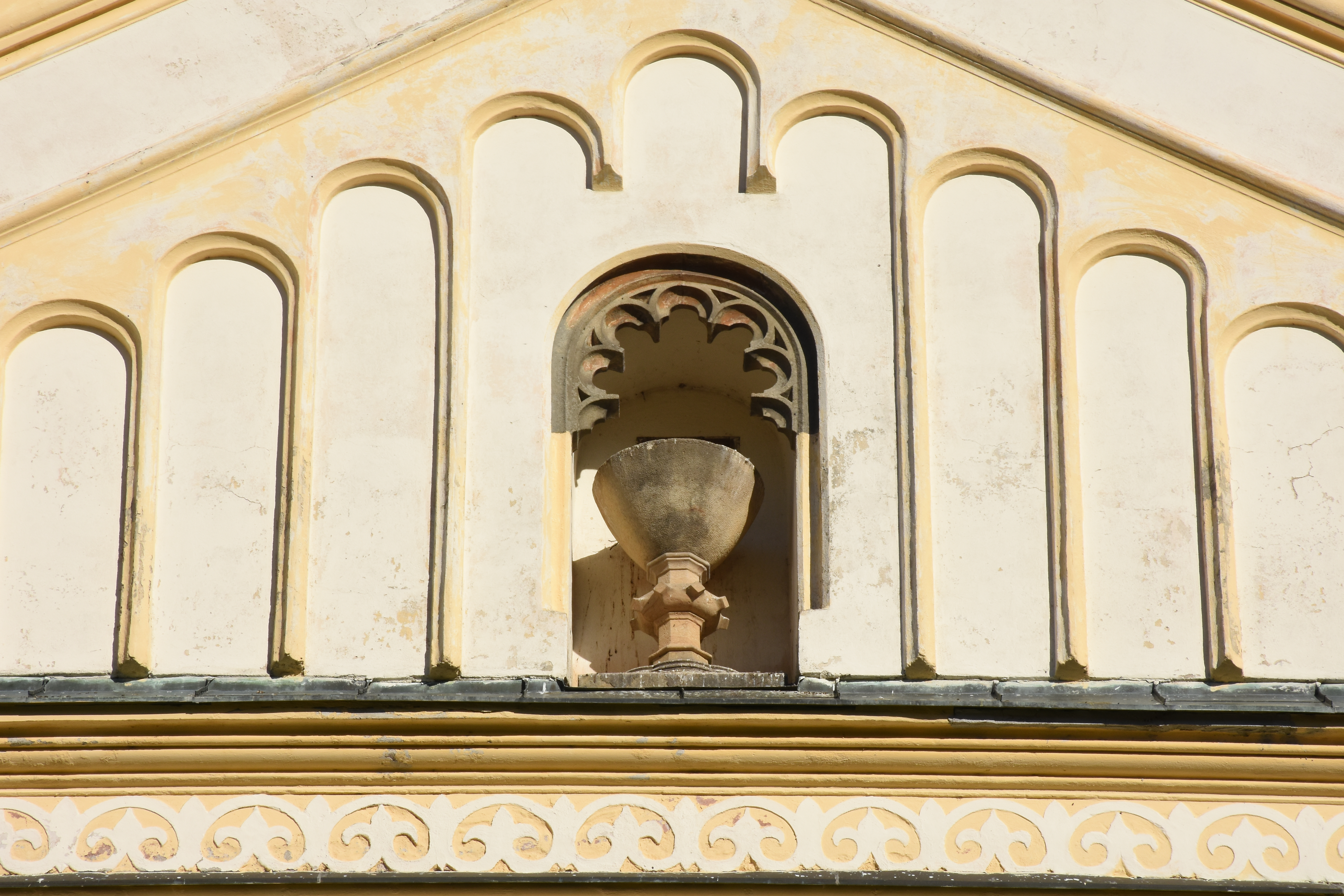
Kalich na evangelickém kostele

V roce 1781 byl v Krouně založen první reformovaný (kalvínský) sbor v Čechách, od roku 1782 zde sídlil farář. První reformovaný kostel zde byl založen 1. 4. 1784, dobudován 7. 5. 1784. dedikován 18. 7. 1784. V letech 1784 až 1785 byla Krouna sídlem superintendenta, nejvyššího představitele, resp. vedoucího duchovního (kazatele) reformované církve v Čechách. Roku 1790 byla v Krouně založena evangelická škola. Výuka však probíhala již před zřízením této instituce, působil zde po boku kazatele Františka Kováče kantor Vincenc Mihály, budoucí kazatel ve Svratouchu. Posledním učitelem samostatné evangelické školy v Krouně byl František Balcar (1851–1924). Církev navazuje na tradice církve evangelické augsburského (luterského) i helvetského (reformovaného) vyznání. Augsburské i helvetské církve byly v českých zemích jediné dvě protestantské církve povolené Tolerančním patentem roku 1781. Požadavky unie evangelických sborů obou vyznání se silně ozvaly již v roce 1848, ke sloučení českých sborů však došlo až po vyhlášení Československé republiky na generálním sněmu v prosinci 1918.
V roce 1912 vybudoval sbor evangelický hřbitov v místní části Františky. Dne 11. listopadu 1967 se v Krouně konal konvent (shromáždění zástupců) poličského seniorátu (společenství sborů obvodu).

## Hospodářství
Výroba dřevěných lidových hraček patří k významné tradici Krouny od 2. poloviny 19. století. Krouna společně se Skašovem na Plzeňsku patří k největším a nejstarším střediskům výroby lidových dřevěných hraček v českých zemích. V okolí Krouny se dále výroba lidových hraček rozvíjela v Dědové, Otradově, Pusté Kamenici, Čachnově, Kladně a Svratce. Původně se vyřezávaly ze smrkového dřeva, protože Krouna je především obklopena smrkovými lesy, pak i z olše, javoru, buku a někdy jasanu; později se hračky začaly soustružit. Jednou z mála rodin, u níž hračkářská tradice nebyla přerušena, jsou František, Zdeněk st. a Zdeněk ml. Bukáčkové. Zakladatelem téměř stoleté tradice výroby hraček, folklorních a dekoračních předmětů, je František Bukáček (1910–1974), v jeho šlépějích pokračoval syn Zdeněk Bukáček st. (1936–2002) a pokračuje vnuk Zdeněk Bukáček ml., kterému Ministerstvo kultury ČR v r. 2002 udělilo titul Nositel tradice lidových řemesel. Generace Bukáčkových ctí původní tvary hraček. Dnes se tvorba specializuje na výrobu nejrůznějších figurek – panenek, panenek s máselnicí, pohyblivých slepiček, koníků, husarů na koni, trubačů, kominíků a vojáků.

## Doprava

### Silniční doprava
- Obcí prochází silnice I/34. Vede z Českých Budějovic přes Třeboň, Jindřichův Hradec, Pelhřimov, Humpolec, Havlíčkův Brod, Ždírec, Hlinsko, Krounu a Poličku do Svitav. Katastrálním územím Krouny prochází od 166,0 km do 176,5 km své délky. Celkem měří 202,590 km a patří mezi nejdelší a nejvýznamnější celostátní tahy.[49]
- Obcí také vede silnice II/354. Vede z Předhradí (od křižovatky se silnicí II/358 na Kutřín) přes Krounu, Svratku, Sněžné, Nové Město na Moravě do Svařenova. Katastrálním územím Krouny prochází od 2,0 km do 11,0 km své délky. Celkem měří 63,5 km.

Autobusy zajišťují spojení zejména se Skutčí a Hlinskem.

### Železniční doprava

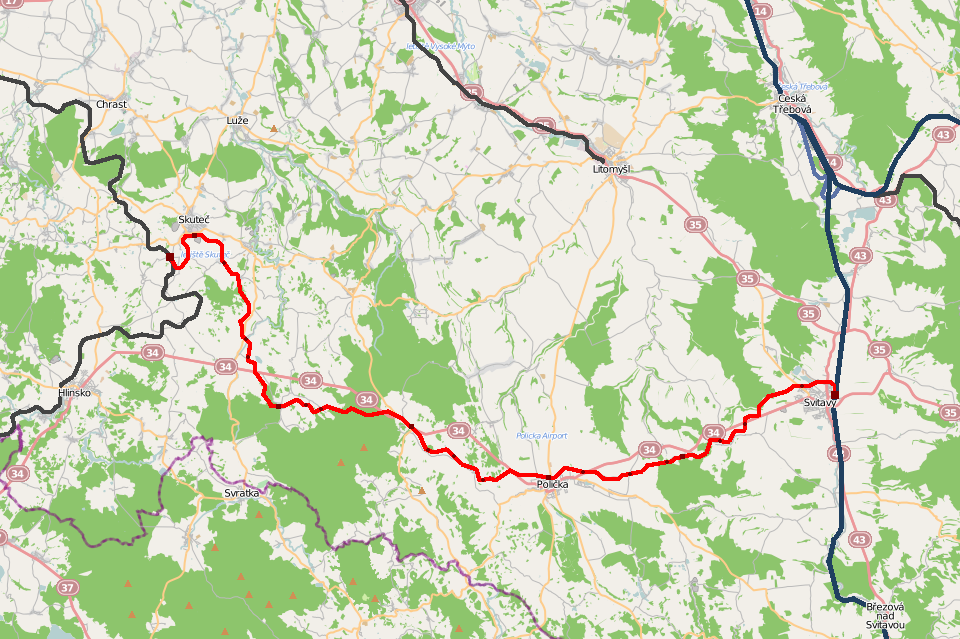
Železniční trať č. 261

Obcí prochází regionální železniční trať Svitavy – Žďárec u Skutče č. 261 nyní se zastávkami Krouna zastávka (515 m n. n.), Krouna (530 m n. m.) a stanicí Čachnov (600 m n. m.). Trať Polička–Skuteč, jejíž zrod je v plánech z roku 1888, se začala stavět na jaře roku 1897; dne 6. října 1897 přijel v 9:58 do Krouny první vlak směrem do Skutče (tenkrát již ve sněhové vánici). Následně se stavěla příjezdová silnice. Dne 18. listopadu 1897 bylo otevřeno nádraží. Prvním přednostou stanice se stal Robert Nitsche. Dne 15. května 1925 bylo na celé trati vyměněno telegrafní a uvedeno do provozu vedení telefonní. V roce 1928 byly na celé trati provedeny zkušební jízdy motorovým vozem, ale s ohledem na traťové poměry nebyla motorová doprava prozatím zavedena. Silnější svršek dostala trať v roce 1937 kvůli politické situaci, protože tato dráha znamenala důležitou spojnici mezi hlavními tratěmi a muniční továrnou na okraji Poličky.
Z parních lokomotiv se na trati vystřídaly od začátku provozu lokomotivy řady 310.0 (kkStB 97), 422.0 a 423.0. K posílení dopravy zde byly zapůjčeny na kratší, nebo delší dobu také lokomotivy jiných řad. Parní provoz byl ukončen 15. října 1965, a to řadou 423.0. Z motorových vozů se zde od roku 1933 vystřídaly vozy řad M 120.4, M 232.2, M 242.0 a M 131.1. V současné době zde jezdí motorové vozy řady M 152.0 (od roku 1988 označeny řadou 810). V roce 1965 jezdily z Poličky nové motorové lokomotivy řady T 444.1 a v nákladní dopravě pak řada T 444.02. Později byly nasazovány vedle "karkulek" také stroje řady T 435.0.
Dne 28. prosince 1944 ve 12:35 podnikl osamocený hloubkař (stíhací doprovod svazu bombardérů, který se vracel z náletu na Pardubice) nálet na osobní vlak, který právě stál ve stanici. Ve služebním voze byl zabit vlakvedoucí Josef Hotový, topič Jan Mittelmayer zemřel v nemocnici v Poličce, sedm cestujících utrpělo zranění. Zraněným poskytla první pomoc Růžena Ecksteinová, manželka krounského lékaře Rudolfa Ecksteina.
V roce 1955 se na trati oddělila osobní a nákladní doprava, byly zavedeny motorové vlaky. O deset let později definitivně skončil parní provoz.
Železniční zastávka Krouna má kilometrickou polohu (měřeno ze Svitav) 40,717 km, Krouna zastávka pak 41,680 km; cílová stanice trati (ze Svitav do Žďárec u Skutče) Žďárec u Skuteč má kilometrickou polohu 52,829 km. Na trati u Krouny se nacházejí dva silniční železniční přejezdy, a sice v kilometrické poloze trati 39,521 (světelné zabezpečení se závorami na silnici I/34 na Poličku) a v poloze trati 41,763 (světelné zabezpečení bez závor na silnici II. třídy ve Dvoře směrem na Skuteč, resp. Otradov). Vzdálenost z Krouny zastávky do Krouny překoná motorový vůz řady 810 za 1,63 min. (s průměrnou spotřebou 0,81 l nafty), z Krouny do Čachnova za 5,48 min. (s průměrnou spotřebou 3,13 l nafty).
Dne 24. června 1995 došlo u Krouny k tragické železniční nehodě, při níž do motorového osobního vozu narazily čtyři nákladní vagony, které ujely ze stanice Čachnov vinou nedostatečného zajištění při posunu. Při nehodě zahynulo 19 osob.
Rozhodnutím Pardubického kraje nebyla od konce roku 2011 nadále provozována pravidelná osobní doprava (až na sporadické rekreační vlaky). Od roku 2013 byl však na trati opět obnoven plný provoz osobních vlaků.
V roce 2017 byla budova železničního nádraží zbourána a nahrazena přístřeškem.

### Turistické trasy
Katastrálním územím Krouny prochází dvě značené turistické trasy Klubu českých turistů:
- Červeně značená trasa 0446 vedená od Paletinské kaple u Luže přes Košumberk, Kutřín, Otradov, Krounu, Oldřiš, Dědovou, Kameničky, Chlumětín, Svratku, na Karlštejn a nedalekou Knížecí studánku.[62]
- Zeleně značená trasa 4308, vlastivědná stezka Krajem Chrudimky[63] v horním toku řeky Chrudimky do Horního Bradla, výchozím bodem celé turistické trasy je železniční stanice Čachnov, dále Míšek, filipovský pramen Chrudimky a dále k Hlinsku.

Turistické trasy s vlastivědnou stezkou uvedeny na mapách:
- Žďárské vrchy (mapový list č. 48), úsek filipovský pramen Chrudimky–Hlinsko.[64]
- Železné hory (mapový list č. 45), úsek Hlinsko–Chrudim.[65]
- Divokým údolím Krounky (turistické trasy Hlinecka).[66]

## Pamětihodnosti
- Kostel svatého Michaela archanděla (farní katolický kostel) je poprvé připomínán roku 1350 jako dřevěný kostel krytý šindelem. Zajímavostí je, že kostel byl orientován k jihu. Dřevěný kostel byl roku 1768 stržen a v letech 1770–1773 byl k původní věži přistavěn nový kostel barokní. Náklady činily 8707 zlatých, stavbu z velké části financoval Filip Josef hrabě Kinský z Vchynic a Tetova. Roku 1774 světil nový kostel Jan Nepomuk Felix Chuchelský z Nestajova, děkan skutečský a dřívější farář krounský. Kostelní věž byla v roce 1844 snížena ze statických důvodů. Většina zvonů byla během první a druhé války rekvírována, zůstal pouze zvon sv. Prokop z roku 1529, jehož autorem je zvonař Jiří Konvář[67]. Na hlavním oltáři je obraz sv. Michaela archanděla od Jana Umlaufa z Kyšperka z roku 1876. Dále se v kostele nachází renesanční křtitelnice ze 16. století. Jednomanuálové varhany s pedálem byly předány 15. května 1801, vytvořil je varhanář Matěj Karel Horák z Kutné Hory[68][69][70][71][72] Roku 2014 nástroj restauroval varhanář Dalibor Michek[73]. Kostel svatého Michaela archanděla je kulturní památkou od 3. 5. 1958; jako kulturní památka je také evidována márnice a ohradní zeď s branami. V letech 1975 až 1977 prošel kostel rekonstrukcí.
- Evangelický kostel sboru ČCE. Novorománský kostel podle projektu Františka Schmoranze.[74] Základní kámen byl položen 27. 7. 1874. Prosté vybavení – stůl Páně a kazatelna – jsou dílem mistra Josefa Podstaty z Třebechovic. V kostele jsou dvoumanuálové koncertní varhany od Josefa Predigera z Albrechtsdorfu. Kostel je kulturní památkou od 3. 5. 1958. V letech 1984–1987 proběhla generální oprava kostela. Ve věži kostela se nachází zvon odlitý v roce 1928 Oktávem Winterem z Broumova a zvon odlitý v roce 2010 zvonařstvím Dytrychových v Brodku u Přerova. Stavba je zapsanou kulturní památkou.[75]
- Zemědělská usedlost čp. 61. Ukázka venkovské usedlosti s hodnotným řešením průčelí, štítu, ohradní zdi s vjezdem a brankou. Klasické umístění zemědělského domu z období, kdy při pozdně středověké kolonizaci byla založena ves Krouna, typu lánové vsi, kolem potočního mělkého úvalu.

## Osobnosti

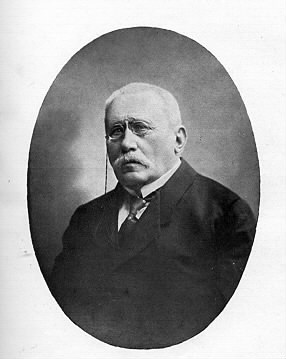
Miloslav Pelíšek,
čestný občan Krouny

V Krouně se narodila nebo působila řada osobností; duchovní, učitelé, sportovci, spisovatelé, novináři, řemeslníci, odborníci v různých oblastech. O Krouně psali mnozí, kteří z obce vzešli nebo do ní jen přijížděli či Krounou procházeli. Svým dílem a svými výsledky zanechali trvalou stopu:
- Karel Andrle, evangelický farář
- Vlastimil Brouček, spisovatel a překladatel
- František Bukáček, Zdeněk Bukáček st., Zdeněk Bukáček ml., autoři krounských dřevěných soustružených hraček
- Jan Theodorich Doležal, odborný spisovatel
- Jan Nepomuk Felix Chuchelský z Nestajova, první katolický farář obnovené krounské fary
- Ferenc Kovács, reformovaný kazatel a první český reformovaný superintendent
- František Křižík, elektrotechnik a vynálezce
- Vladimír Kučera, evangelický farář a básník
- František Mimra, katolický farář
- Teréza Nováková, spisovatelka
- Václav Oliva, katolický kněz a církevní dějepisec
- Gustav Roger Opočenský, spisovatel, novinář a písňový textař
- Miloslav Pelíšek, profesor deskriptivní geometrie České vysoké školy technické, čestný občan Krouny
- Rudolf Svoboda, krounský učitel a autor učebnic
- František Šádek, reformovaný farář
- František Šíma[76], básník, novinář, autor vlastivědných článků a úvah
- Marta Šilarová, roz. Nekvindová, krounská rodačka zatčená gestapem a zabita v Koncentrační tábor Mauthausen kvůli přechovávání parašutistů ze skupiny Intransitive
- Jan Vtípil, varhaník, houslista a kněz-salesián
- Josef Janoušek, malíř, učitel